# Gladys Heldman
Gladys Heldman (nata Gladys Medalie; New York, 13 maggio 1922 – Santa Fe, 22 giugno 2003) è stata una dirigente sportiva, editrice e tennista statunitense.
È famosa per aver fondato il primo circuito professionistico femminile di tennis, per essersi battuta per la parità tra i sessi al fine che le tenniste ricevessero pari trattamenti con i tennisti uomini e per aver fondato World Tennis, influente rivista specializzata. Queste attività le valsero nel 1979 l'ammissione alla International Tennis Hall of Fame come collaboratrice.

## Biografia
Figlia di un avvocato e giudice newyorkese, si laureò all'Università di Stanford nel 1942 e l'anno successivo conseguì un master's degree all'Università della California - Berkeley. Il marito Julius Heldman, ottimo tennista dilettante negli anni '30 e '40, le diede sostegno e la incoraggiò nel corso della carriera. La coppia ebbe le figlie Carrie e Julie Heldman, che sarebbe diventata la nº 5 nella classifica mondiale delle tenniste. Dotata di forte personalità, Gladys Heldman fu la prima donna ad avere incarichi dirigenziali nel mondo del tennis e si guadagnò il rispetto dei dirigenti uomini con cui aveva a che fare. Le tenniste da lei ingaggiate per essere le prime a passare al professionismo hanno riconosciuto che senza di lei il tennis professionistico femminile non sarebbe stato possibile. Malata di cuore, Gladys Heldman morì suicida nel giugno 2003 nella propria casa di Santa Fe (Nuovo Messico).

## Carriera

### Tennista
Prese in mano la prima racchetta a 23 anni e subito si appassionò. Iniziò a giocare tornei quando era già venticinquenne ma fece in tempo a distinguersi, vincendo a 28 anni i Campionati del Texas. Prese parte in diverse occasioni senza conseguire risultati di rilievo agli U.S. National Championships – gli odierni US Open – e al torneo di Wimbledon 1954.

### Editrice
Nel 1953 fondò la rivista World Tennis, della quale nei primi anni fu caporedattore, redattore del layout, direttore artistico e direttore della pubblicità. Aiutata dal marito, fece diventare la rivista popolare negli Stati Uniti e all'estero e una delle più autorevoli del settore. Nel 1968, all'inizio dell'era Open, Heldman era contrariata per la grande differenza di trattamento economico riservato ai tennisti uomini rispetto alle tenniste e sulle pagine di World Tennis diede inizio a una campagna di stampa per difendere i diritti deile giocatrici, raggiungere l'uguaglianza tra uomini e donne nello sport e più in generale per migliorare il tennis. Nel 1972 vendette la rivista alla CBS Publications.

### Dirigente sportiva
Nel 1959 il torneo U.S. National Indoor Tennis Championships era sull'orlo del fallimento e Heldman convinse le migliori giocatrici dell'epoca a partecipare all'edizione di quell'anno, che ebbe grande successo. Contribuì a salvare dal fallimento anche gli U.S. National Championships 1962 organizzando una raccolta fondi per noleggiare un aereo che portò a New York alcune delle migliori giocatrici europee, la cui presenza garantì grande affluenza di pubblico e anche questo torneo ebbe grande successo.
Il suo impegno più diretto in difesa dei diritti delle tenniste ebbe inizio nel settembre 1970, quando gli organizzatori dei Pacific Southwest Championships di Los Angeles disposero che gli uomini fossero pagati otto volte più delle donne. Heldman fu contattata  dalle famose Billie Jean King, Rosie Casals e Nancy Richey che le chiesero cosa convenisse fare. Consigliò di non boicottare l'evento, contattò invece la Houston Tennis Association e la sede texana della Federazione tennistica e ottenne la concessione per organizzare un evento alternativo riservato a otto giocatrici da disputarsi a Houston. Nacque così lo Houston Women's Invitation, il cui montepremi iniziale di 5.000 dollari fu coperto dalla stessa Heldman e dai proventi della vendita dei biglietti. Heldman convinse inoltre l'amico Joe Cullman – presidente della Philip Morris – di sponsorizzare l'evento aggiungendo altri 2.500 dollari al montepremi. Il torneo prese il nome sponsorizzato Virginia Slims of Houston, dal nome della nuova marca di sigarette destinate alle fumatrici lanciata dalla Philip Morris.
Heldman trovò altre giocatrici che partecipassero all'evento disposte a essere le prime a passare al professionismo, e fece loro firmare un simbolico contratto da 1 dollaro con la sua società per assicurarsi protezione legale contro i rischi che questo non omologato torneo comportava. Assieme a King, Casals e Richey, aderirono alla proposta Peaches Bartkowicz, Judy Tegart Dalton, Kerry Reid, Kristy Pigeon, Valerie Ziegenfuss e Julie, la figlia di Heldman che si unì come riserva in segno di solidarietà. Queste giocatrici passarono alla storia del tennis come le originali 9. L'evento riscosse ampi consensi tra le altre tenniste e lo sponsor assicurò pieno supporto per il nuovo circuito professionistico femminile che prese il via l'anno successivo con il nome Virginia Slims Circuit 1971. Era composto da 21 tornei, tutti negli Stati Uniti, che offrirono un montepremi totale di 336.100 dollari, più del doppio di quanto offrissero tutti gli altri tornei internazionali femminili. Tra gli incarichi di Heldman vi furono quelli di trovare i promotori e gli sponsor locali per ogni torneo del circuito.
Molte altre giocatrici aderirono al programma e gli altri tornei furono costretti ad alzare il montepremi. Secondo le parole di Billie Jean King, Heldman fu l'agnello sacrificale quando, su iniziativa della Federazione Tennis statunitense, il circuito Virginia Slim e un circuito femminile rivale si fusero nel 1973, poco prima della fondazione della Women's Tennis Association. Heldmann fu esclusa dalla gestione del nuovo circuito creatosi, ma il suo contributo al tennis femminile sarebbe stato premiato nel 1979 con l'ammissione alla International Tennis Hall of Fame.

## Presenza nei media
Sarah Silverman interpreta il ruolo di Heldman nel film del 2017 La battaglia dei sessi.